# 어도비 AIR
어도비 통합 런타임(Adobe Integrated Runtime), 곧 어도비 AIR은 어도비 시스템즈가 어도비 플래시, 어도비 플렉스, HTML, Ajax를 이용하여 데스크톱 응용 프로그램으로서나 모바일 기기에서 실행할 수 있는 리치 인터넷 애플리케이션(RIA)을 만들기 위해 개발한 크로스 플랫폼 런타임 환경이다. 이 런타임은 윈도우, 리눅스, macOS, 또 iOS와 안드로이드와 같은 일부 모바일 운영 체제에서 설치 가능한 응용 프로그램들을 지원한다.
어도비 AIR는 내부적으로 어도비 플래시 플레이어를 런타임 환경으로서 사용하며, 단독 프로그래밍 언어로 액션스크립트를 이용한다.
플래시 응용 프로그램들은 파일 시스템 통합, 네이티브 클라이언트 확장, 네이티브 창/화면 통합, 작업 표시줄/독 통합, 하드웨어의 가속도계 및 GPS 기기와의 통합과 같은 부가 기능들을 이용하려면 어도비 AIR 런타임에 맞추어 개발하여야 한다. AIR는 응용 프로그램들이 로컬 파일, AIR가 기본 지원하는 로컬 SQLite 데이터베이스, 웹 서비스를 통한 데이터베이스 서버, AIR에 포함된 암호화된 로컬 저장소 다양한 방식의 데이터를 다룰 수 있게 도와 준다.

## 추가 문헌
- Opic, Bernard (2011년 2월 9일). “Uninstaller for Adobe AIR”. 《Le blog de Bernard Opic》. 2010년 3월 9일에 원본 문서에서 보존된 문서. 2011년 3월 3일에 확인함.
- Adamski, Lucas (2008년 3월 3일). “Introduction to AIR Security”. 《Adobe AIR Developer Center》. Adobe Systems. 2011년 3월 3일에 확인함.
- Prekaski, Todd (2009년 1월 5일). “Digitally signing Adobe AIR applications”. 《Adobe AIR Developer Center》. Adobe Systems. 2010년 6월 6일에 원본 문서에서 보존된 문서. 2011년 3월 3일에 확인함.